# Flughafen Kavala

i8
i11
i13
Der Staatliche Flughafen Kavala „Alexander der Große“ (griechisch Κρατικός Αερολιμένας Καβάλας »Μέγας Αλέξανδρος« Kratikos Aerolimenas Kavalas „Megas Alexandros“, (IATA-Code: KVA, ICAO-Code: LGKV)) ist der internationale Flughafen der makedonischen Handels- und Hafenstadt Kavala in Nordgriechenland in der Verwaltungsregion Ostmakedonien und Thrakien. Er wird auch als Militärflugplatz der griechischen Luftwaffe genutzt und als Chrysoupoli Air Base bezeichnet.
Der alte Flughafen in Amygdaleonas (Αμυγδαλεώνας) wurde von 1952 bis 1981 betrieben.

## Lage und Verkehrsanbindung
Der Flughafen liegt ca. 8 km von der Ausfahrt 32A Perni (von Kavala kommend) und Ausfahrt 33 Chrysoupoli (von Xanthi kommend) der Autobahn 2 und 30 km südöstlich von Kavala. Es gibt seit 2017 eine öffentliche Busverbindung nach Kavala; zurzeit (Stand 2019) werden nur 2 Fahrten pro Tag von der Busgesellschaft KTEL Kavala durchgeführt. Alternativen sind Taxi (ca. 20 Euro bis zum Badeort Keramoti) und Mietauto.

## Flugziele
Inlandsflüge nach Athen und einigen Inseln sowie Flüge zu europäischen Zielen, darunter im deutschsprachigen Raum Dortmund, Düsseldorf, Frankfurt, Köln, München, Nürnberg, Stuttgart und Wien.